# Aulogymnus defrizi
Aulogymnus defrizi är en stekelart som först beskrevs av Storozheva 1995.  Aulogymnus defrizi ingår i släktet Aulogymnus och familjen finglanssteklar. Inga underarter finns listade.